# Багратион-Давитишвили, Мамука Бежанович
Мамука Бежанович Багратион-Давитишвили (груз. მამუკა ბაგრატიონ-დავითიშვილი; род. 1972, Тбилиси, Грузинская ССР, СССР) — грузинский общественный деятель, популяризатор грузинской культуры. Основатель и владелец образовательно-благотворительного фонда «Mamuka Bagrationi Foundation», грузинского исторического образовательного телеканала «Bagratovanta (Bagratovanni) Dro». Эксперт по восточным боевым искусствам.

## Происхождение
Из дворянской (азнаурской) линии кахетинских Багратиони, являющейся ответвлением княжеского (тавадского) рода Багратион-Давитишвили (ветвь царской династии Грузии). Прапрапрапрапраправнук Иессея (fl. 1728—1748) — внебрачного сына князя Давида Багратион-Давитишвили (ум. 1783).

Царевич Иоанн Багратион-Грузинский указывал о доме князей Давитишвили следующую информацию:
В ущелье цхинвальской реки, в долине Нули, проживают тавади Давитишвили, и есть они фамилии Багратиони.царевич Иоанн Багратиони, краткое описание фамилий князей и дворян, живущих в Грузии

Царевич Иоанн также указал, что князья Багратиони-Давитишвили делятся на две основных ветви: на детей Заала, и детей Элизбара, а остальные — менее знаменитые ответвления (дворянского сословия) — с той же фамилией живут в селе Пца. Представители ветви Багратион-Давитишвили владели большими территориями в нынешних муниципалитетах Гори, Карели, Хашури и землями на территории, ныне контролируемой Южной Осетией.
Они потомки благородного рода Багратион-Давитишвили - и также они родственники князя Давитишвили и его вассалы, возведенные в дворянство от царя, о чем было написано для князей Давитишвили, о которых также сообщается в трактате.царевич Иоанн Багратиони, краткое описание фамилий князей и дворян, живущих в Грузии. Редактор и издатель З.Качелашвили. Т. , 1997, с.63
С 19 века азнаурская ветвь Багратион-Давитишвили разделилась на две ветви, одна из которой проживала в селе Карби Горийского муниципалитета, а другая в селе Кошки. В 2014 году потомки дворян Багратион-Давитишвили вернули себе историческую фамилию - Багратиони.
Потомок последнего царя единого Грузинского царства, Георгия VIII (1446—1466) в 18-м поколении. Княжеский дом Багратион-Давитишвили был одним из самых знатных княжеских родов Картлийского царства с собственным удельным княжеством — Садавитишвило, — ликвидированным в 1801 году в связи с переходом Картли-Кахетинского царства под протекторат Российской империи.

## Биография
Родился в 1970 году в Тбилиси, Грузинская ССР. Отец — Бежан Иакобович Багратиони (род. 1948).
Один из основателей и вице-президент Международного благотворительного фонда по исследованию древности Грузии.

## Общественная деятельность
Основатель «Общества генеалогии и геральдики Грузии».
Основатель фонда «Mamuka Bagrationi Foundation», финансовые средства которого направляются на поддержку социально-ограниченных групп Грузии. Фонд также организовывает образовательные кампании по защите прав детей, женщин и мужчин, а также защите экологии, путём проведение просветительской деятельности по охране и рациональному использованию природных ресурсов, а также оказывает помощь ветеранам войн и поддержку сельскому хозяйству Грузии, внедряя в эту отрасль новые технологии.
В ходе династических распрей 2019 года между ветвями Багратион-Грузинских и Багратион-Мухранских Мамука поддержал сторону Нугзара Петровича Багратион-Грузинского и его дочери Анны. Позднее разорвал отношения с Канцелярией Царского дома Грузии, однако сохранил место в монархическо-аристократическом объединении «Ассоциация Дома Багратионов» (основано в 1995 году).
В сентябре 2022 года провёл официальную встречу с парламентским комитетом, на которой присутствовал Бека Одишария (депутат Парламента Грузии 9-го созыва от избирательного блока «Грузинская мечта — демократическая Грузия»). Были достигнуты договорённости об оказании помощи фонду со стороны правительства Грузии.
Комитет по делам диаспоры и Кавказа всегда готов активно помогать организациям, деятельность которых направлена на благотворительность, помощь уязвимым группам населения и защиту прав человека, в том числе в направлении грузинской диаспоры, — сказал Бека Одишария.
16 ноября 2022 года подписал меморандум о сотрудничестве с муниципалитетом города Гори. На встрече присутствовал мэр Гори Владимир Хинчегашвили.
1 ноября 2023 года встретился с вице-мэром Айя-Напы, результат положил начало процессу дружбы между Айя-Напой и городом Зугдиди.
12 марта 2025 года нанёс визит в Германию, в Баден-Баден, в ходе которого обсуждались вопросы оказания финансовой помощи украинским беженцам.
Неоднократно проводил встречи с международными представителями благотворительных фондов, его фонд c 26 марта 2025 года также спонсирует грузинскую федерацию карате.
15 апреля 2025 года дал интервью телеканалу Рен-Тв. Тема репортажа — жизнеописание грузинской царицы Тамары, место её предполагаемого захоронения в монастыре Святого Креста (Иерусалим):
Само царствование Тамары — случай уникальный. На то время это был структурообразующий элемент государства. Первая парламентская система появилась как раз при Тамар. Она запретила смертную казнь. Вот сегодня делают акцент на права человека, на права женщин, на демократии. Фактически у нас все это было при Тамаре. Отец помазал дочь на царство, то есть фактически сделал Тамару «царем». Но есть нюанс — это было необычно для того времени. Речь идет о XII веке. Вспомните, что происходило в мире и какое отношение было к слабому полу. А тут женщина становится царем. — пояснил потомок царского рода Багратиони, руководитель информационного отдела династического союза «Дом Багратионов» Мамука Багратиони

## Семья
Женат на Мерри Феррари, специалистке по международным отношениям: от этого брака сын Давид (род. 1997).

## Награды
- Почетный член Военно-исторического общества Грузии.